# Rhodochlora minor
Rhodochlora minor är en fjärilsart som beskrevs av W. Warren 1909. Rhodochlora minor ingår i släktet Rhodochlora och familjen mätare. Inga underarter finns listade.